# Армения (Колумбия)
Вижте пояснителната страница за други значения на Армения.
Арменѝя (на испански: Armenia) е град в Колумбия. Разположен е в централната част на страната по западните склонове на планината Кордилера Сентрал. Главен административен център на департамент Киндио. Основан е на 14 октомври 1889 г. Има жп гара и аерогара. Транспортен възел. Хранително-вкусова промишленост. Крупен център за преработка и износ на кафе. През 1999 г. претърпява катастрофално земетресение. Население около 320 000 жители през 2004 г.